# Визит Владимира Зеленского в Великобританию (2023)
8 февраля 2023 года президент Украины Владимир Зеленский посетил Великобританию. Во время поездки Зеленский встретился с премьер-министром Великобритании Риши Сунаком. Он также обратился к членам парламента из Вестминстерского зала в здании парламента и имел аудиенцию у короля Карла III. Это была вторая поездка Зеленского за пределы Украины с начала российского вторжения на Украину, первой была его поездка в США в декабре 2022 года.

## Предпосылки
24 февраля 2022 года Россия начала полномасштабное вторжение на Украину в ходе значительной эскалации российско-украинского противостояния, начавшегося в 2014 году. В течение войны ряд государств оказывали Украине военную и гуманитарную помощь, в том числе Великобритания — в 2022 году правительство Великобритании потратило 2 300 000 000 £ на военную помощь Украине.

## Визит в Соединенное Королевство

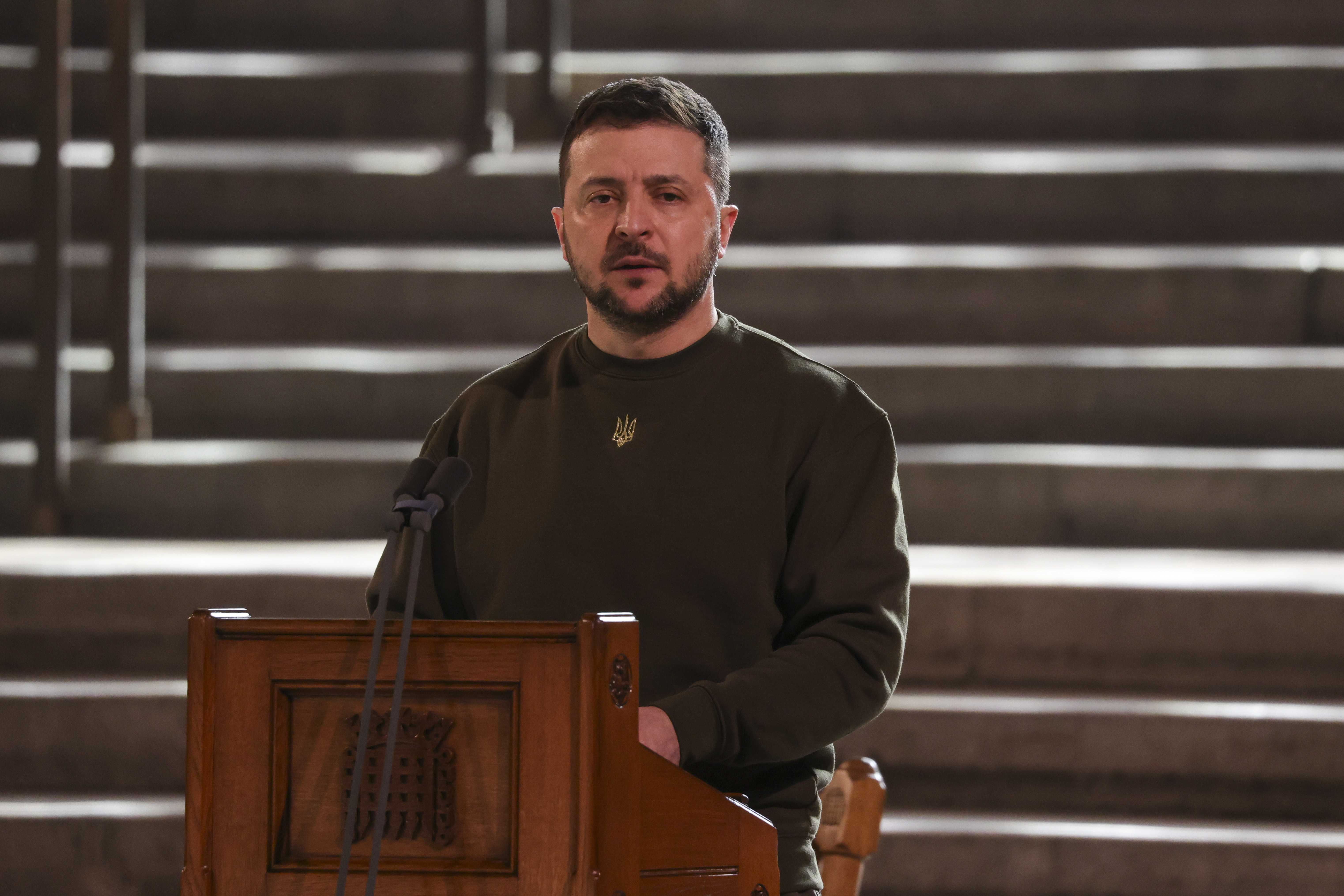
Зеленский обратился к парламентариям из Вестминстер-холла в Доме парламента

### Встреча с Риши Сунаком
Зеленский вылетел из польского аэропорта Жешув-Ясёнка в лондонский аэропорт Станстед на самолёте воздушных сил Великобритании C-17 (серийный номер ZZ178). У самолёта его встретил премьер-министр Великобритании Риши Сунак, пригласивший Зеленского в свою резиденцию на Даунинг-стрит, 10.

### Обращение к парламенту
Зеленский обратился к парламентариям из Вестминстер-холла в Доме парламента, где ему аплодировали стоя.

### Аудиенция у Карла III
Зеленский имел аудиенцию у Карла III.

### Посещение военных
Зеленский посетил украинских военных, которые проходят подготовку в лагере Lulworth в Дорсете.

## Галерея

Президент Зеленский во время визита в Великобританию в 2023 году
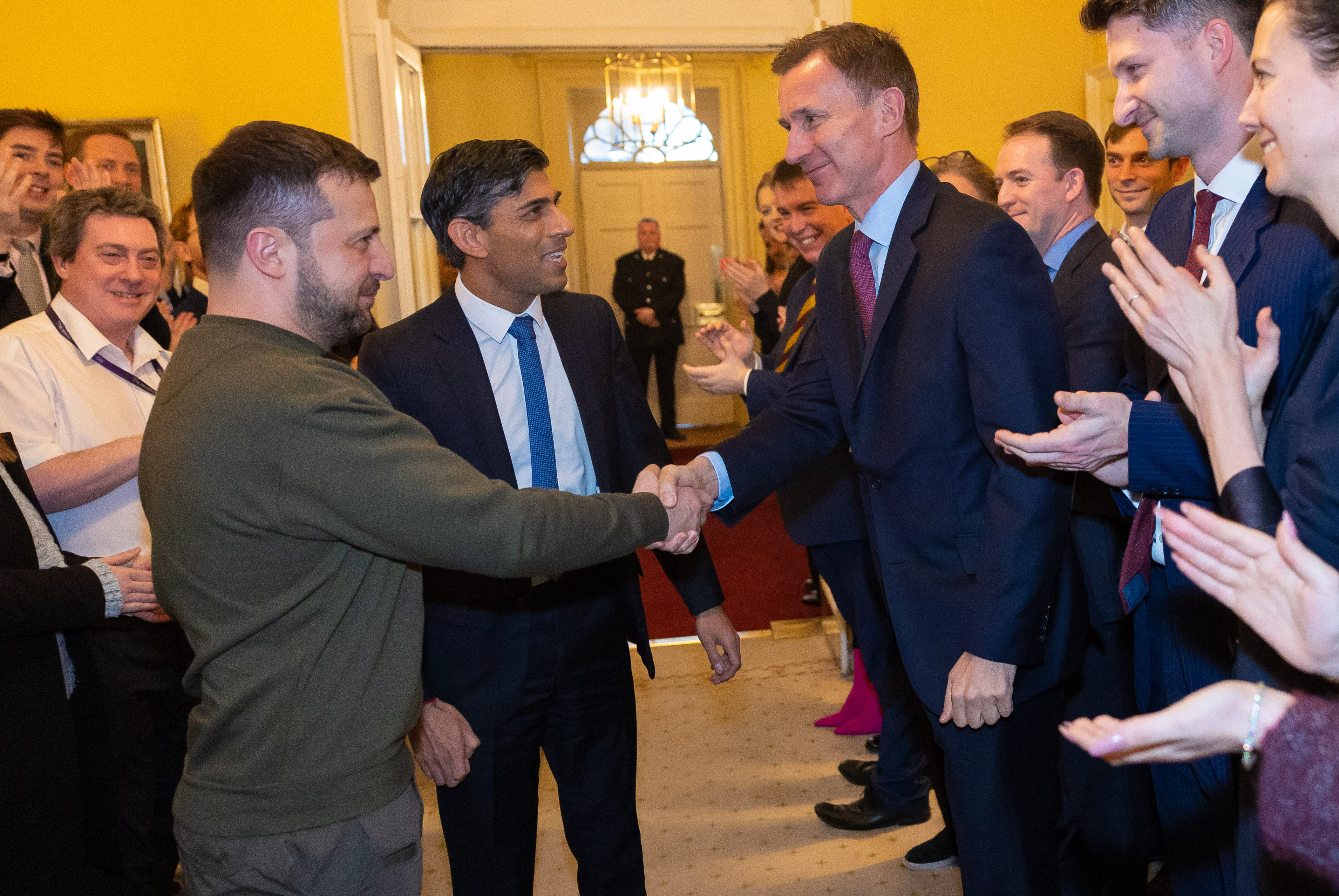
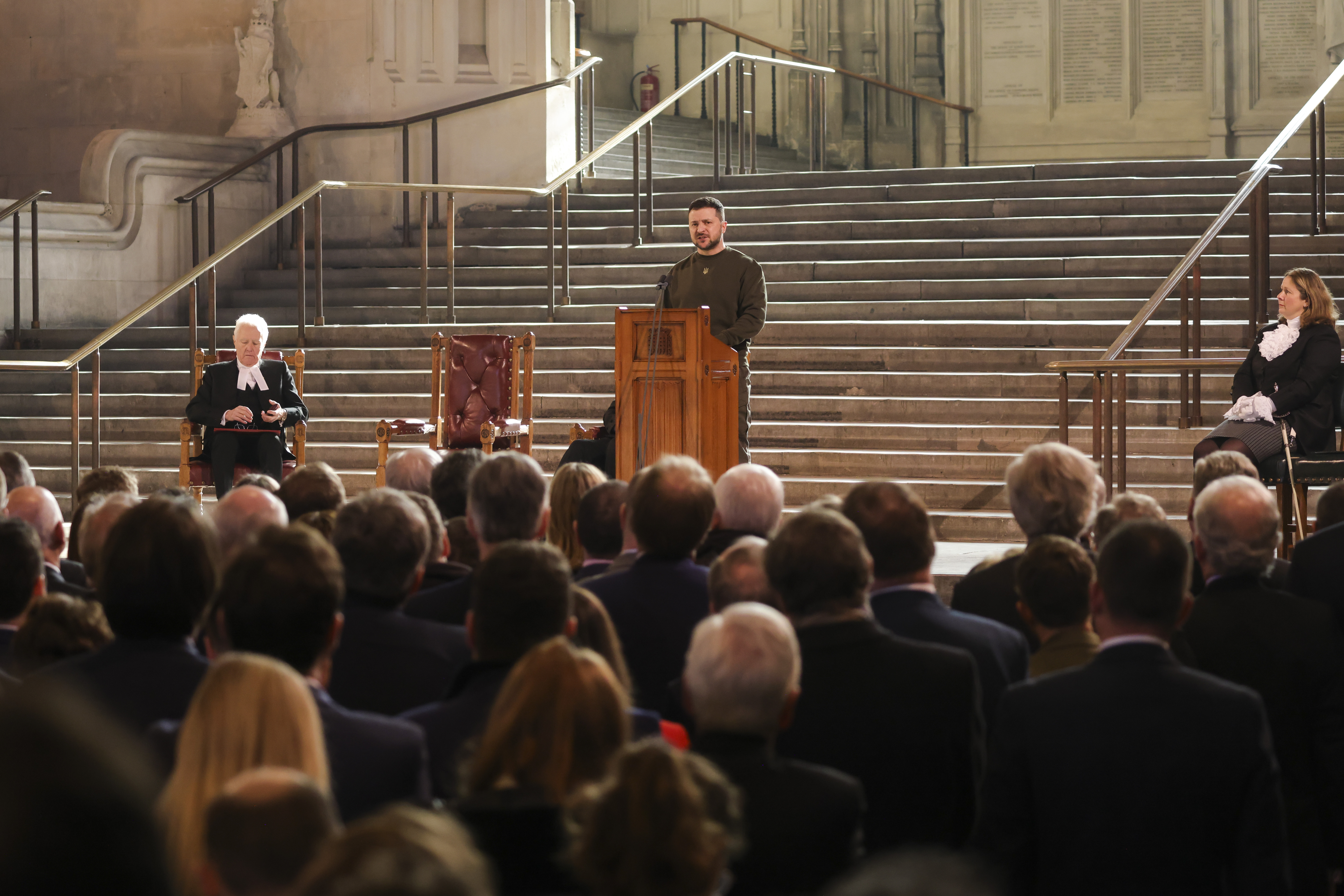
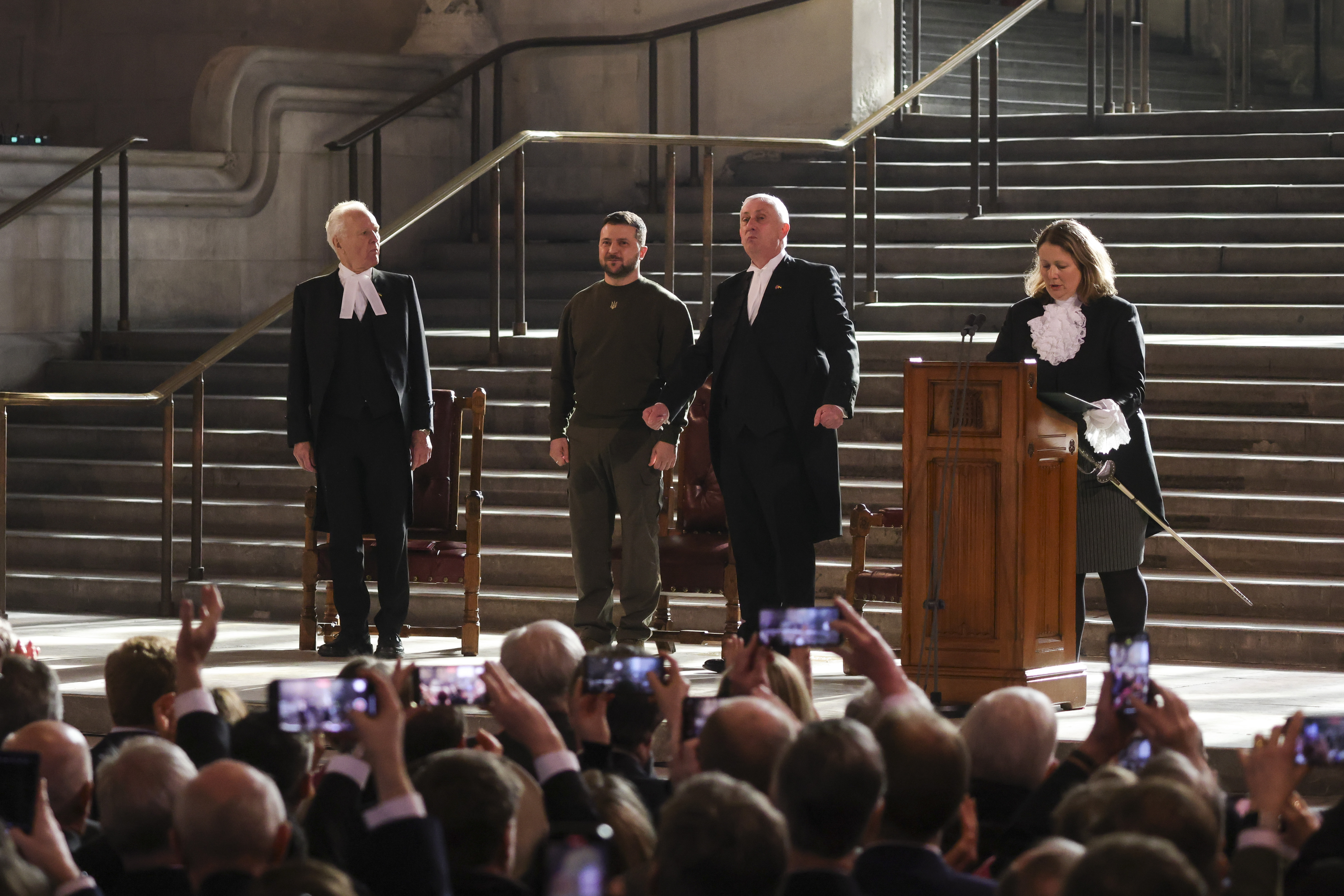
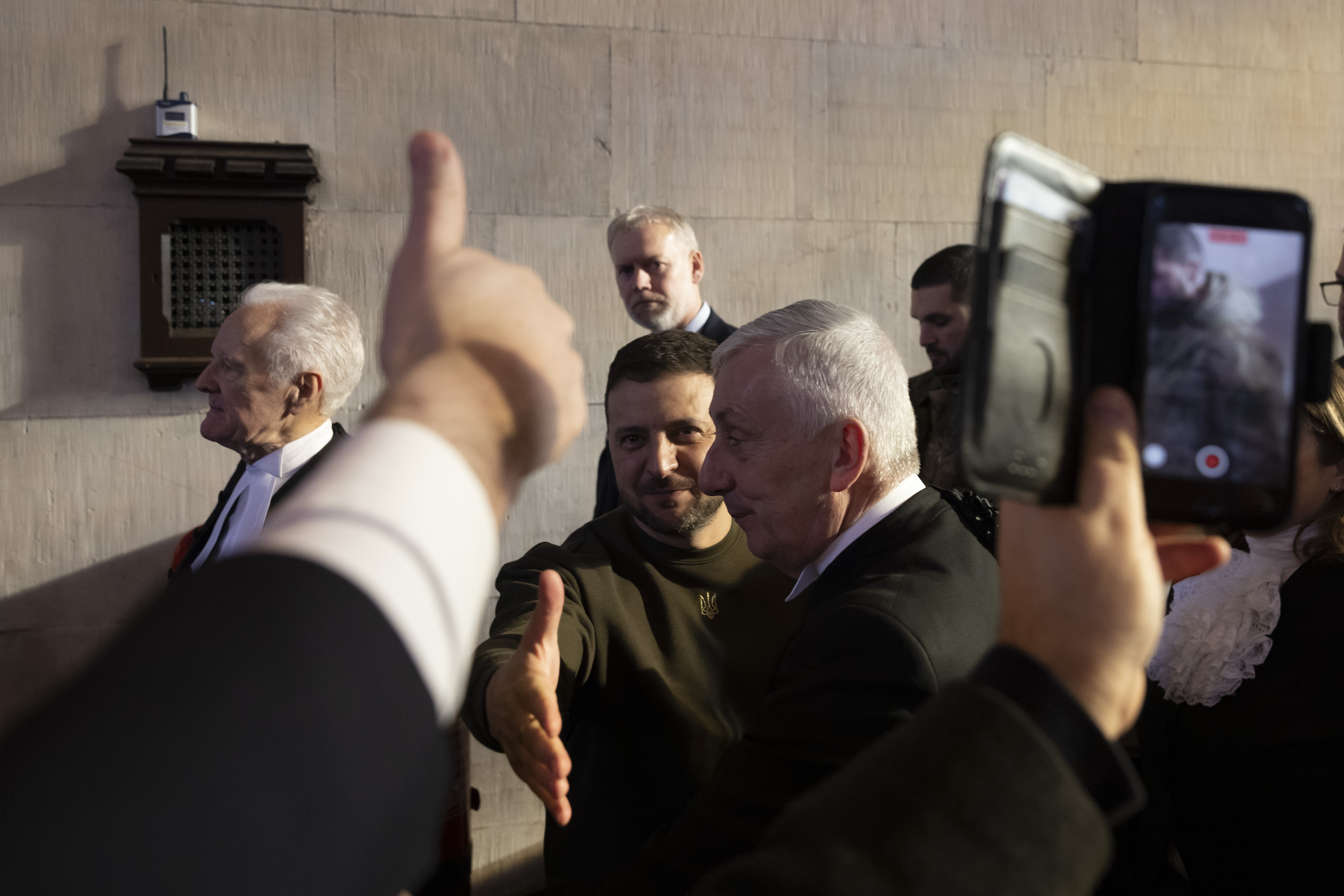
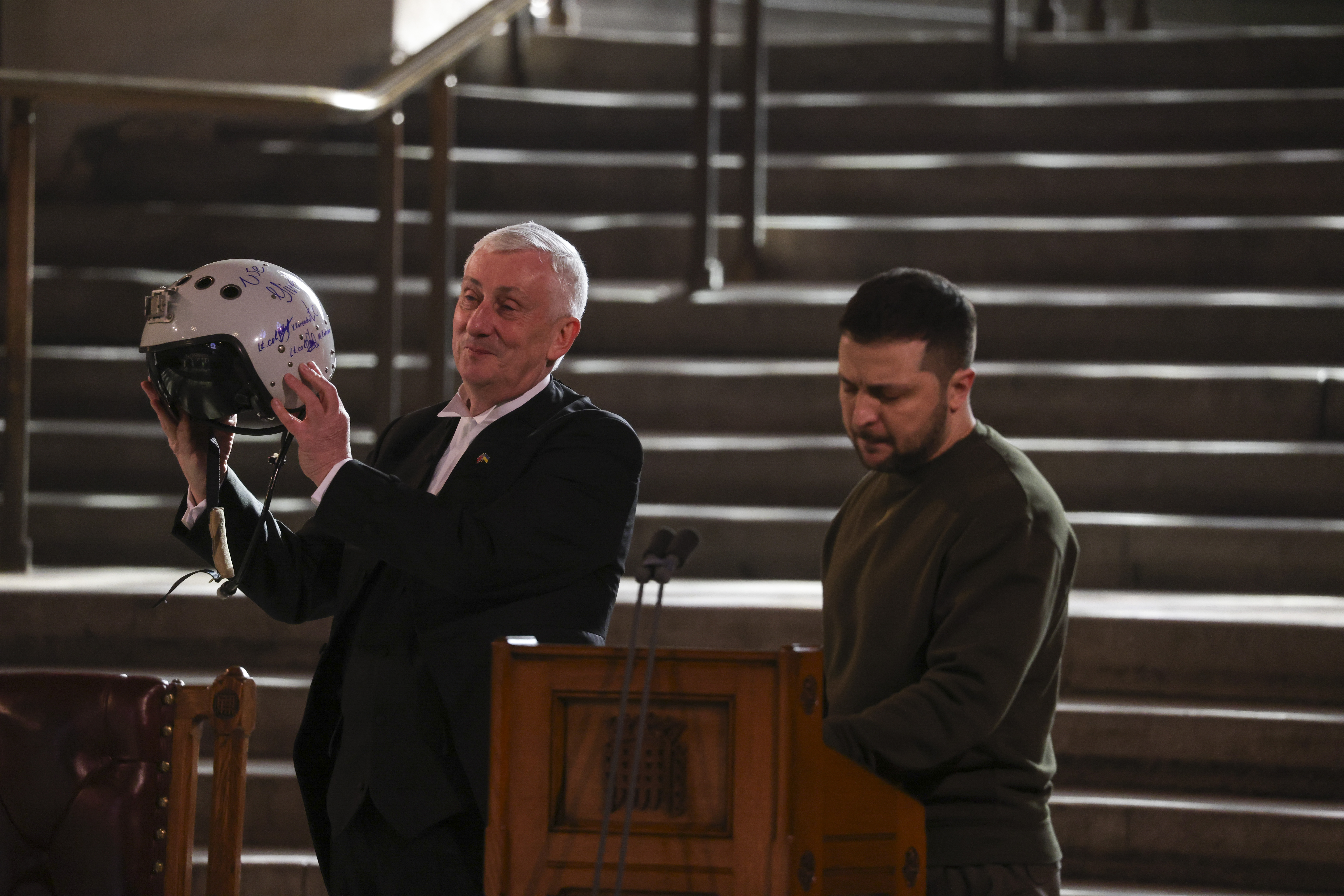
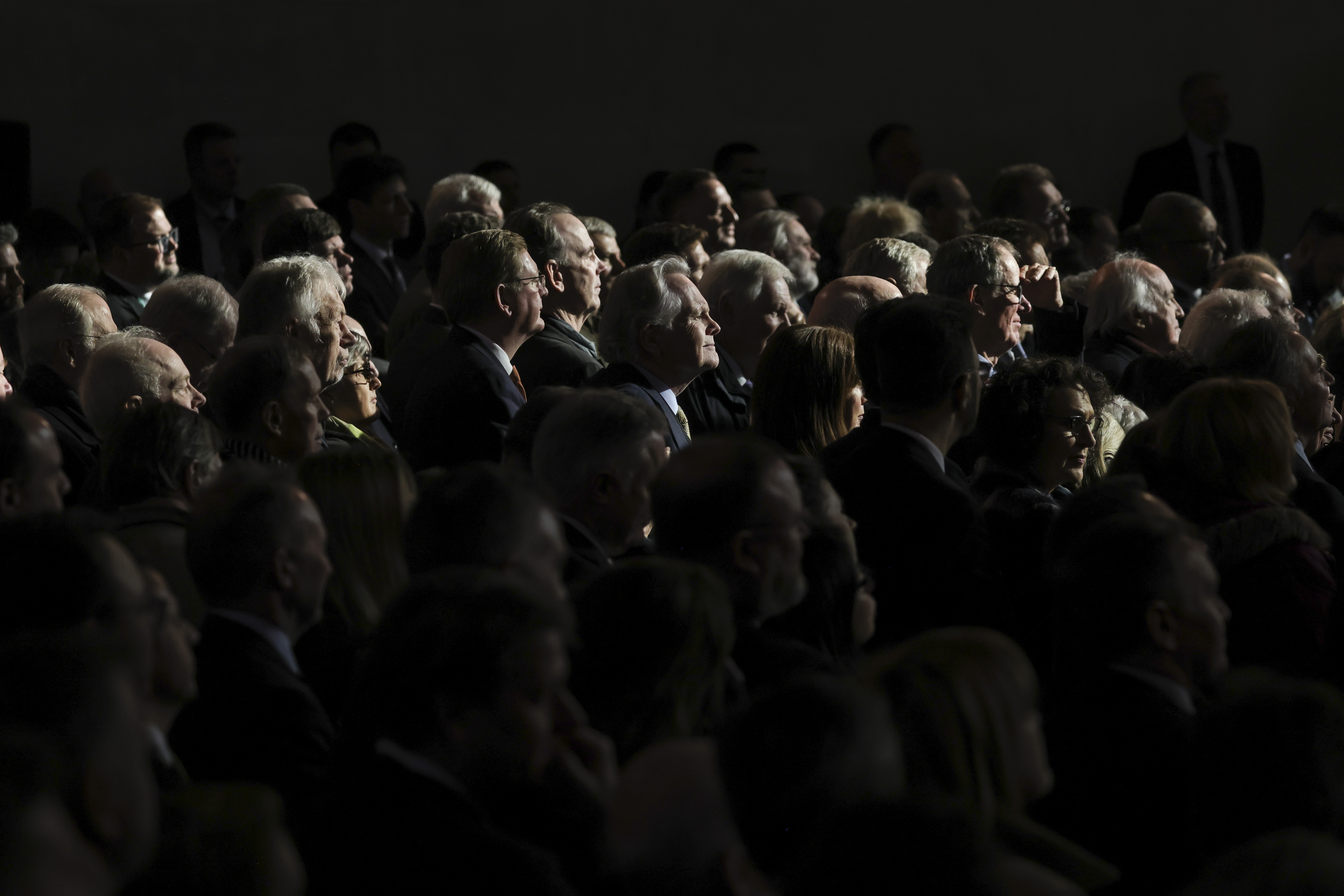
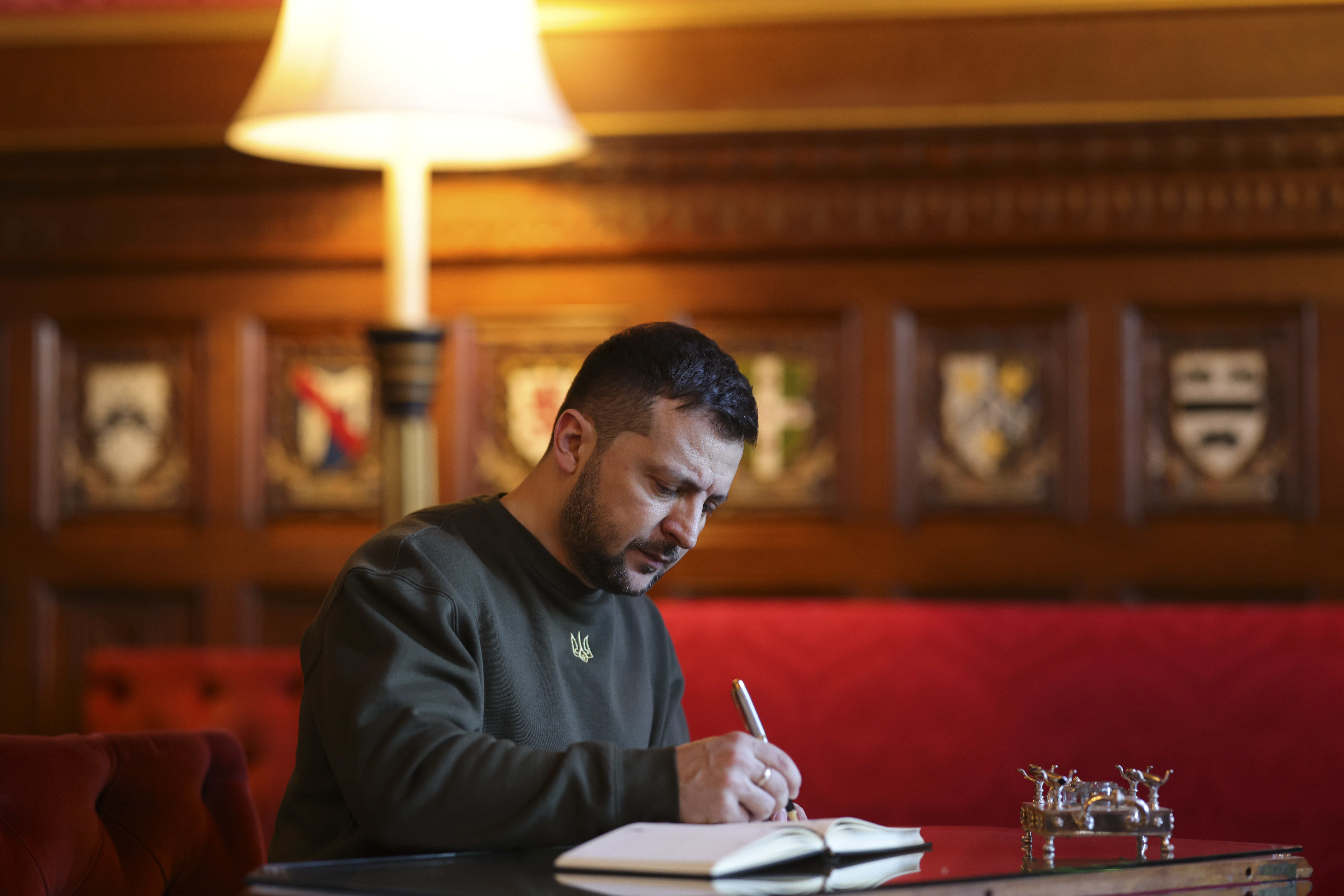